# Wheeler, Texas
Wheeler là một thành phố thuộc quận Wheeler, tiểu bang Texas, Hoa Kỳ. Năm 2010, dân số của xã này là 1592 người.

## Dân số
- Dân số năm 2000: 1378 người.
- Dân số năm 2010: 1592 người.